# الصحبي فرحات
الصحبي فرحات أصيل قابس بالجنوب التونسي، توفي في عام 1963، قيادي من الحزب الحر الدستوري وفي الاتحاد العام التونسي للشغل.

## حياته
- اشتغل الصحبي فرحات معلما، ثم مديرا للمدرسة الابتدائية بنهج باب الخضراء بتونس العاصمة [3]، ثم نقل خلال العام الدراسي 1958-1959 إلى إدارة المدرسة الابتدائية بالجواودة [4]، بما اعتبر عقابا من نظام بورقيبة.
- نشط الصحبي فرحات في العديد من الجمعيات والنقابات، فقد انتخب في ماي 1929 في عضوية جمعية الشبان المسلمين[5]، وحضر مؤتمرها المنعقد فيما بين 24 و26 أكتوبر 1946 حيث ترأس لجنة الكشافة والرياضة.[6]
- في العمل النقابي فقد كان الصحبي فرحات أحد مؤسسي نقابة المعلمين في 1936، وهو ما مكنه من عضوية الجامعة العامة للموظفين التونسيين، ومن ثمة كان أحد مؤسسي الاتحاد العام التونسي للشغل وكان عضوا قياديا فيه، إذ تولى مهمة كاتب عام مساعد في المؤتمر التأسيسي عام 1946.[7] وانتخب في 20 أكتوبر 1957 أول رئيس تونسي لـتعاونية الحوادث المدرسية والجامعية.
- انتخب في أفريل 1955 في عضوية اللجنة التنفيذية للحزب الحر الدستوري، وكان يكتب في صحافته وخاصة من بينها الاستقلال التي استمر يكتب فيها إلى توقفها عام 1960. وفي جانفي 1963 حوكم في المحاولة الانقلابية التي تم الكشف عنها في أواخر عام 1962 وصدر عليه حكم بسنتين سجنا، وتعرض للتعذيب وتوفي في السجن [8]

## كتاباته
كتب الصحبي فرحات باستمرار في الصحافة الوطنية ومن بينها الاستقلال وجريدة السهم الكشفية، كما قدم العديد من المحاضرات، منها تلك التي قدمها في باريس في أواخر جويلية 1937 في المؤتمر الدولي للتعليم الابتدائي والتربية الشعبية ، كما صدر له عام 1929 عن المطبعة الرسمية كتيب تحت عنوان النشأة الإسلامية، في 32 صفحة 

## حياته العائلية
الصحبي فرحات هو والد المسرحي محمد رجاء فرحات والفنان أسامة فرحات والمناضلتين الحقوقيتين صفية فرحات وزينب فرحات.

## إشارات مرجعية
1. ↑   https://www.researchgate.net/publication/368837378_Le_conflit_linguistique_en_Tunisie_par_les_textes_Title_Linguistic_conflict_in_Tunisia_in_intellectual_production. {{استشهاد ويب}}: |url= بحاجة لعنوان (مساعدة) والوسيط |title= غير موجود أو فارغ (من ويكي بيانات) (مساعدة)
2. 1 2 3 4 5 6 7   https://www.turess.com/fr/lapresse/74492. {{استشهاد ويب}}: |url= بحاجة لعنوان (مساعدة) والوسيط |title= غير موجود أو فارغ (من ويكي بيانات) (مساعدة)
3. ↑  مدير مدرسة [وصلة مكسورة] نسخة محفوظة 06 يناير 2009 على موقع واي باك مشين.
4. ↑  المدرسة الابتدائية بالجواودة بولذياب نسخة محفوظة 23 أغسطس 2011 على موقع واي باك مشين.
5. ↑  لطفي الشايبي، "خلفيات البعد الثقافي والاجتماعي والتربوي لجمعية الشبان المسلمين بتونس"، في، البلاد التونسية في فترة ما بعد الحرب (1945-1950)، منشورات المعهد الأعلى لتاريخ الحركة الوطنية- تونس 1991، ص 191.
6. ↑  لطفي الشايبي، نفس المرجع، ص 150.
7. ↑  الإتحاد العام التونسي للشغل :20-01-1946 ذكرى التأسيس نسخة محفوظة 06 سبتمبر 2017 على موقع واي باك مشين.
8. ↑  شهادات أربعة من المحاكمين في المحاولة الانقلابية نسخة محفوظة 24 مارس 2012 على موقع واي باك مشين.
9. ↑  محمد ضيف الله، الزنابق الحمراء: الحركة الكشفية التونسية (1916-1965)، منشورات المعهد العالي لتاريخ الحركة الوطنية والمعهد العالي للتوثيق، تونس 2009، ص 139.
10. ↑  L'enseignement du français en colonies, sous la direction de Dalila Morsly, L'Harmattan, Paris, 2010, p. 196
11. ↑   نسخة محفوظة 26 أبريل 2021 على موقع واي باك مشين.